# Federico Hernández Denton
Federico Hernández Denton (n. 12 de abril de 1944) fue juez presidente del Tribunal Supremo de Puerto Rico.
Hernández recibió su grado bachillerato en artes y su LL.B. en derecho de la Universidad Harvard en 1966 y 1969, respectivamente. Precisamente en el 1969, Hernández Denton comienza su carrera jurídica profesional en calidad de asesor legal del presidente de la Universidad de Puerto Rico, Jaime Benítez.
Hernández Denton fue nominado al Tribunal Supremo de Puerto Rico en 1985 por el entonces gobernador Rafael Hernández Colón. Luego de ser confirmado por el Senado de Puerto Rico, Hernández asumió la posición el 14 de junio de 1985.
Luego de que la juez presidenta Miriam Naveira anunciara su retiro en el 2004, la gobernadora Sila Calderón nominó a Hernández para la posición de juez presidente. Fue confirmado por el Senado y asumió la posición el 9 de agosto de 2004.